# Техногенна геологія
Техноге́нна геоло́гія — напрям геології, який вивчає техногенні родовища як геологічний об'єкт.
На земній кулі накопичено 2–3 трлн т твердих відходів. Щорічно в світі з'являється 10 млрд тонн відходів. В Україні кількість відходів оцінюється в 25 млрд т, під якими зайнято приблизно 160 тис. гектарів родючих земель. Велика частина відходів утворилася в результаті діяльності гірничодобувних, металургійних, енергетичних підприємств і знаходиться в промислово-розвинених районах (Донбас, Криворіжжя та ін.). Щорічно кількість відходів зростає на 150 млн тонн. З моменту появи, перебуваючи на поверхні Землі, вони піддаються впливу зовнішніх факторів (перепад температур, вплив кисню та ін.). У відходах процеси вивітрювання переважають над процесами відновлення. Тому їх слід віднести до нового геологічного об'єкту. Таким чином, перелік досліджуваних геологією об'єктів, що включає мінерали, гірські породи, геологічні процеси, залишки органічного життя, поповнився відходами господарської діяльності людини. Розміри цього об'єкта, який характеризується складним хімічним і мінеральним складом, різноманіттям походження, величезні і постійно зростають. З'являється загроза розвитку цивілізації.
Завданнями техногенної геології є вивчення:
- Перетворення відходів на поверхні Землі під впливом природних факторів, що залежить як від складу відходів, так і від кліматичних умов (гумідних, аридних, нівальних)

- Законів міграції та акумуляції продуктів вивітрювання (техногенна геохімія)

- Особливостей накопичення корисних елементів (техногенні родовища корисних копалин)

- Металогенічної спеціалізації відходів (техногенна металогенія)

- Особливостей накопичення токсичних елементів (техногенна геоекологія).